# مقاوم سازی دربرابر تابش
مقاوم‌سازی دربرابر تابش فرآیندی است که در آن اجزا و مدارهای الکترونیکی در برابر آسیب یا عملکرد نادرست ناشی از مقدار بالای تابش رادیواکتیو (تابش ذرات و تابش الکترومغناطیسی پرانرژی) مقاوم می‌شوند. این مقاوم سازی برای محیط‌های موجود در فضای خارج از زمین، اطراف راکتورهای هسته ای و شتاب‌دهنده‌های ذرات یا هنگام حوادث و جنگ‌های هسته ای کاربرد دارد.
اکثر قطعات الکترونیکی نیمه هادی، مستعد آسیب تشعشع هستند ولی می‌توان حساسیت آسیب به تشعشع را با برخی تغییرات طراحی و ساخت، برای قطعات سخت شده با تشعشع (rad-hard)، کاهش داد. با توجه به تقاضای کم و همچنین تقاضای توسعه و آزمایش گسترده مورد نیاز برای تولید یک طرح مقاوم در برابر تشعشع از یک تراشه میکروالکترونیکی، فناوری تراشه‌های مقاوم در برابر تشعشع از جدیدترین پیشرفت‌ها عقب مانده است. آنها همچنین معمولاً هزینه‌های بیشتری نسبت به سایر تجهیزات دارند.
برای محصولات مقاوم سازی شده دربرابر تابش آزمایش‌های مختلفی انجام می‌شود: دوز یونیزه کل (TID)، اثرات افزایش یافته نرخ دوز پایین (ELDRS)، آسیب جابجایی نوترون و پروتون و اثرات تک رویدادی (SEEs).

## مشکلات ناشی از تابش
محیط‌هایی با میزان زیاد تابش رادیواکتیو، چالش‌های ویژه‌ای در طراحی ایجاد می‌کنند. یک ذره باردار می‌تواند هزاران الکترون را از بین ببرد و باعث ایجاد نویز الکترونیکی و افزایش سیگنال شود. در مورد مدارهای دیجیتال، این موضوع می‌تواند اختلالاتی را ایجاد کند که دقیق یا نامفهوم هستند. این یک مشکل جدی در طراحی ماهواره‌ها، فضاپیماها، رایانه‌های کوانتومی آینده، هواپیماهای نظامی، نیروگاه‌های هسته‌ای و سلاح‌های هسته‌ای است. به منظور اطمینان از عملکرد صحیح چنین سیستم‌هایی، سازندگان آی سی (IC) و سنسورها برای کاربردهای نظامی یا هوافضا از روش‌های مختلفی برای مقاوم سازی دربرابر تابش استفاده می‌کنند. به این سیستم‌ها نام‌های مختلفی داده می‌شود: rad-hardened, rad-hard یا hardened.

## تکنیک‌های مقاوم سازی در برابر تابش

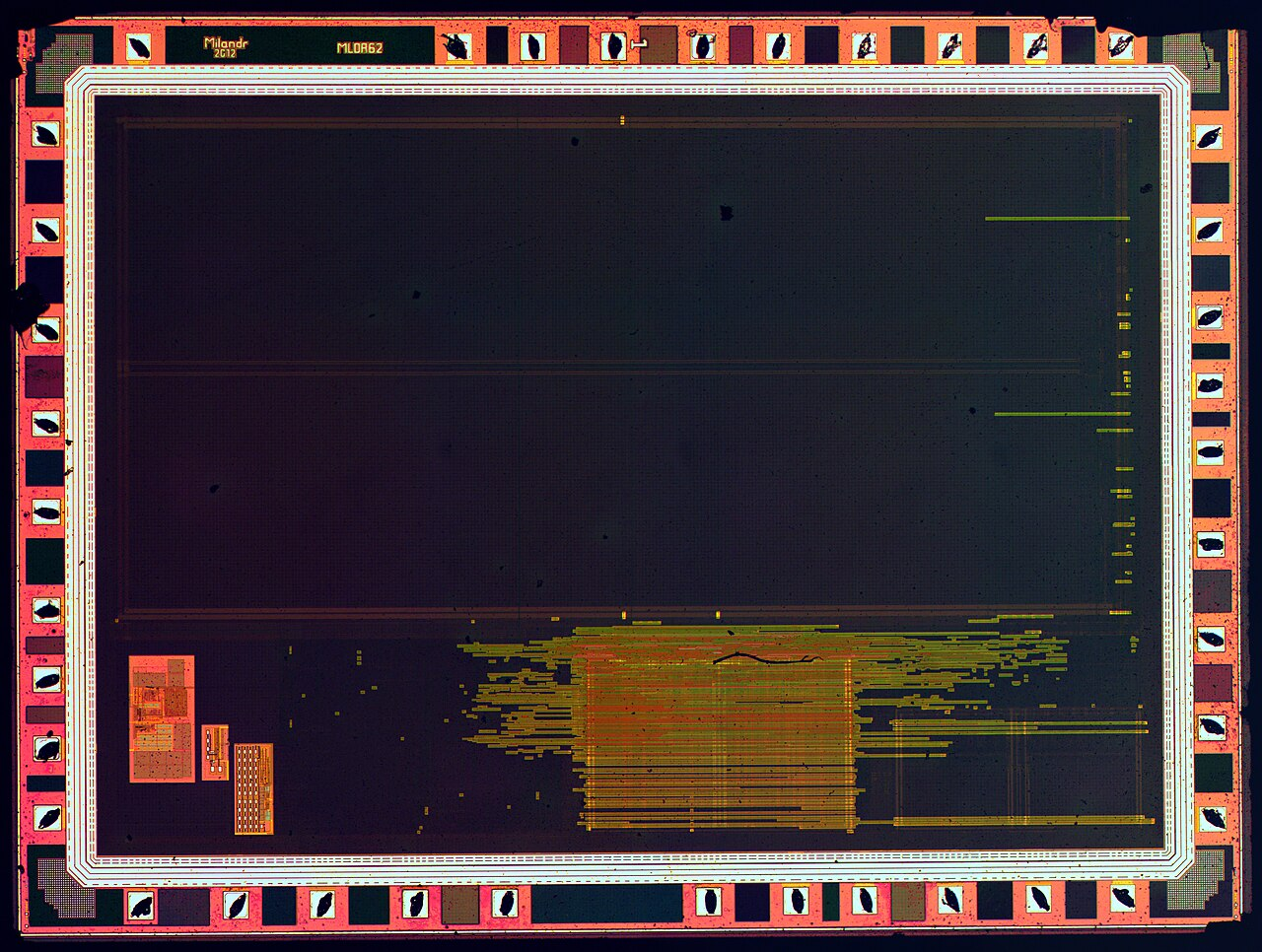
قالب سخت شده با تشعشع میکروکنترلر ۱۸۸۶ve۱۰ قبل از حکاکی (اچینگ) فلزی

### فیزیکی

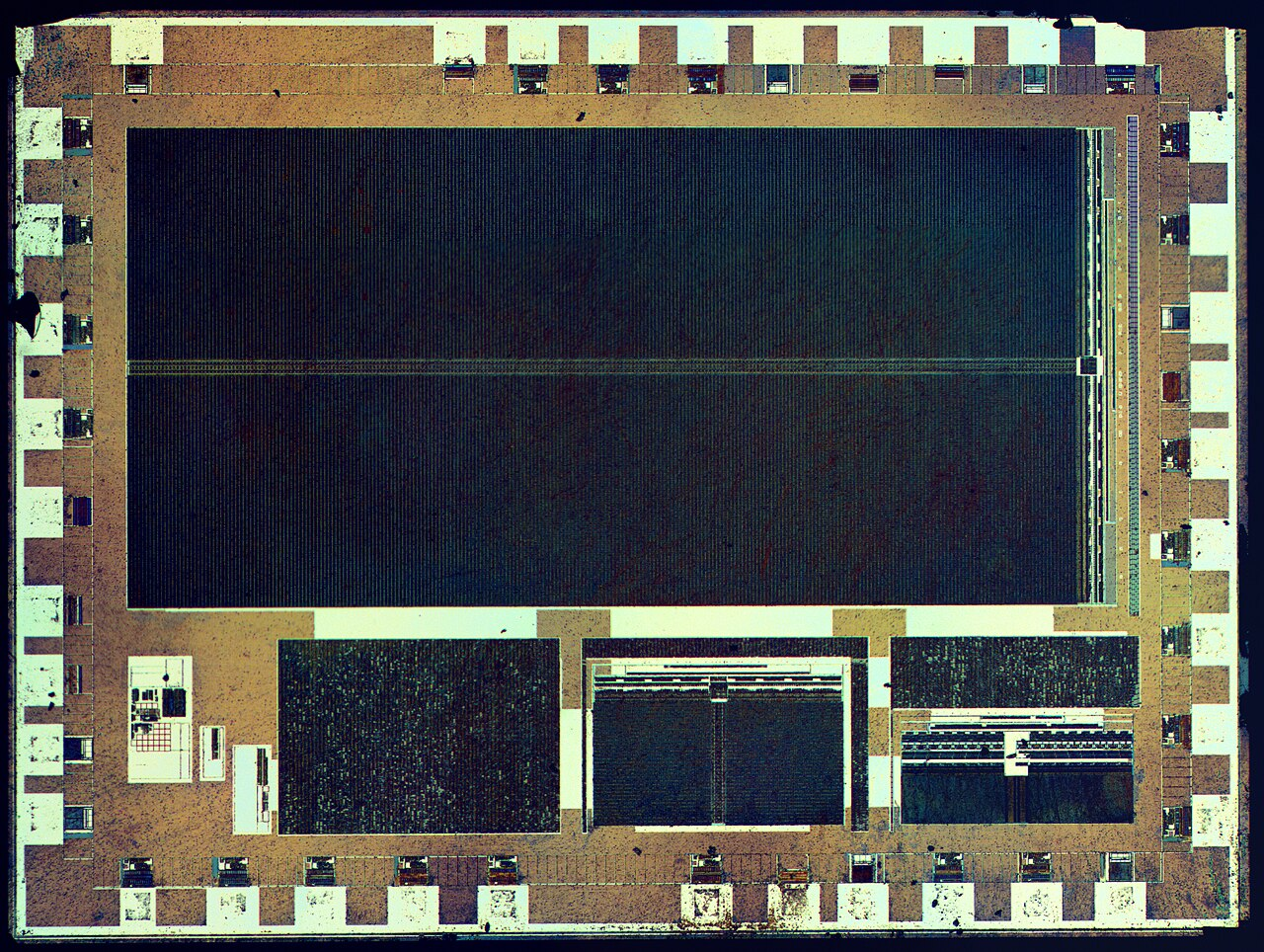
قالب سخت شده با تشعشع میکروکنترلر ۱۸۸۶VE۱۰ پس از استفاده از فرایند حکاکی (اچینگ) فلزی